# Gle Nilam
Gle Nilam är en kulle i Indonesien.   Den ligger i provinsen Aceh, i den västra delen av landet, 1 800 km nordväst om huvudstaden Jakarta. Toppen på Gle Nilam är 87 meter över havet.
Terrängen runt Gle Nilam är varierad. Havet är nära Gle Nilam åt sydväst.Runt Gle Nilam är det ganska glesbefolkat, med 43 invånare per kvadratkilometer.